# 61É busz (Budapest)
A budapesti 61É jelzésű éjszakai autóbusz az Örs vezér tere és Rákoskeresztúr, városközpont között közlekedett. A vonalat a Budapesti Közlekedési Rt. üzemeltette.

## Története
1994. április 1-jén új éjszakai járat indult 61É jelzéssel az Örs vezér tere és Rákoskeresztúr, városközpont között. 2005. szeptember 1-jén megszűnt, helyét a 911-es és a 921-es buszok vették át.

## Útvonala
| Rákoskeresztúr, városközpont felé                                                                        | Örs vezér tere felé                                                                                      |
| --- | --- |
| Örs vezér tere vá. – Fehér út – Élessarok – Jászberényi út – Pesti út – Rákoskeresztúr, városközpont vá. | Rákoskeresztúr, városközpont vá. – Pesti út – Jászberényi út – Élessarok – Fehér út – Örs vezér tere vá. |

## Megállóhelyei
| 0  | Örs vezér tere végállomás               | 19 | 45É, 78É, 144É |
| 1  | Finommechanikai Rt.                     | 17 |                |
| 2  | Aluljáró                                | 16 |                |
| 4  | Élessarok                               | ∫  | 28É            |
| 5  | Sörgyár                                 | 15 | 28É            |
| 6  | Maglódi út                              | 14 |                |
| 7  | Orion                                   | 13 |                |
| 7  | Téglavető utca                          | 13 |                |
| 8  | Porcelán utca                           | 12 |                |
| 9  | Rákos, MÁV-vasútállomás                 | 11 |                |
| 10 | Athenaeum Nyomda (↓) Kozma utca (↑)     | 10 |                |
| 11 | Kossuth Nyomda                          | 9  |                |
| 12 | Legényrózsa utca                        | 8  |                |
| 13 | Rézvirág utca                           | 8  |                |
| 14 | Dombhát utca                            | 7  |                |
| 15 | 501. utca                               | 6  |                |
| 16 | 508. utca                               | 5  |                |
| 17 | Göröngyös utca (↓) Borsó utca (↑)       | 4  |                |
| 18 | Kis utca                                | 3  |                |
| 19 | Bakancsos utca                          | 2  |                |
| 20 | Földműves utca (↓) Diák utca (↑)        | 1  |                |
| 21 | Rákoskeresztúr, városközpont végállomás | 0  |                |